# Galão
A Galão egy Portugáliában elterjedt forró ital, mely eszpresszóból és felhabosított tejből készül. Gyakorlatilag megegyezik a café latte, vagy a café au lait kávéitalokkal. Szervírozására hosszúkás üvegpoharat használnak, melyben egynegyed rész kávé és háromnegyed rész felhabosított tej található, szemben a Garotóval, amely pont fordítva tartalmazza ezen arányokat, illetve a Garotót hagyományos demitasse-csészében szolgálják fel. Amikor 1:1-es arányban tartalmazza összetevőit, akkor meia de leite, azaz félig tej néven illetik és normál kávéscsészében szolgálják fel. 
Azt mondják, hogy hasonlatos a cortadóhoz, de mivel nagyobb arányban tartalmaz tejet, ezért inkább a caffè lattéhoz áll közelebb. 

## Fordítás
Ez a szócikk részben vagy egészben  a   Galão című angol Wikipédia-szócikk ezen változatának fordításán alapul.  Az eredeti cikk szerkesztőit annak laptörténete sorolja fel. Ez a jelzés csupán a megfogalmazás eredetét és a szerzői jogokat jelzi, nem szolgál a cikkben szereplő információk forrásmegjelöléseként.